# Thalassoalaimus mediterraneus
Thalassoalaimus mediterraneus är en rundmaskart som beskrevs av Vitiello 1970. Thalassoalaimus mediterraneus ingår i släktet Thalassoalaimus och familjen Oxystominidae. Inga underarter finns listade i Catalogue of Life.